# Gumuz (Volk)

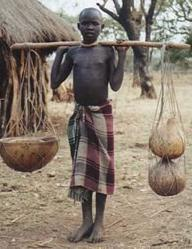
Mädchen der Gumuz

Die Gumuz (Eigenbezeichnung Bega; deutsch auch Gumus. weitere Bezeichnungen Gumis, Gumz, Gombo, Bega-Tse, Sigumza, Mendeya, Debatsa, Debuga, Dehenda) sind eine Ethnie, die im westlichen Tiefland von Äthiopien in der Region Benishangul-Gumuz und in Fazogli im Sudan ansässig ist. In Äthiopien leben laut Volkszählung von 2007 rund 159.000 Gumuz.

## Sprache und Kultur
Die Sprache der Gumuz, das Gumuz, gehört zusammen mit anderen Sprachen der Region zu den Komuz-Sprachen, einer Untergruppe der nilosaharanischen Sprachfamilie.
Die Gumuz bilden traditionell eine segmentäre Gesellschaft ohne politische Zentralgewalt. Zu ihnen gehören verschiedene Untergruppen mit eigenen Selbstbezeichnungen. Sie sind in matrilinearen Clans organisiert, bei der Niederlassung eines Ehepaars gilt hingegen die Patrilokalität. Männern, die es sich leisten können, ist es erlaubt, mehrere Ehefrauen zu haben. Jeder Clan bestimmt einen sogenannten tesa, der bei Streitigkeiten vermittelt, Konflikte zwischen Clans werden heute auch vor staatlichen Gerichten ausgetragen. Die Clanzugehörigkeit bestimmt den Zugang zu Land.
Sowohl das äthiopisch-orthodoxe und – in jüngerer Zeit – das evangelikale Christentum als auch der Islam sind bei den Gumuz verbreitet, daneben haben sie ihre traditionelle Religion mit dem Glauben an einen Schöpfergott (Reeba). Sie verehren die Natur, wobei Gott und die Sonne gleichbedeutend sind. Bei zeremoniellen Ereignissen tragen sie aus Ehrerbietung Sonnenschirme.
Die Gumuz leben im Tiefland im Westen Äthiopiens nördlich des Blauen Nils, wohl erst seit dem 19. Jahrhundert leben einige auch südlich des Blauen Nils; daneben gibt es Berichte von einer isolierten Gruppe von Gumuz in einem Tal bei Metemma. Ihr Gebiet ist heiß, von Malaria betroffen und fruchtbar. Die Gumuz betreiben vor allem Wanderfeldbau mit Hacken und bauen Baumwolle, Kaffee, Erdnüsse, Hirse, Ölsaaten, Bohnen und Sorghum an. Des Weiteren betreiben sie auch Bienenhaltung, Goldwaschen, Viehzucht sowie Jagd, Fischerei und Sammeln. Die Gumuz nehmen am regionalen Handel teil und verkaufen Baumwolle und Tabak als Cash Crops sowie Tierhäute und Gold auf den lokalen Märkten und im angrenzenden Sudan.

## Geschichte

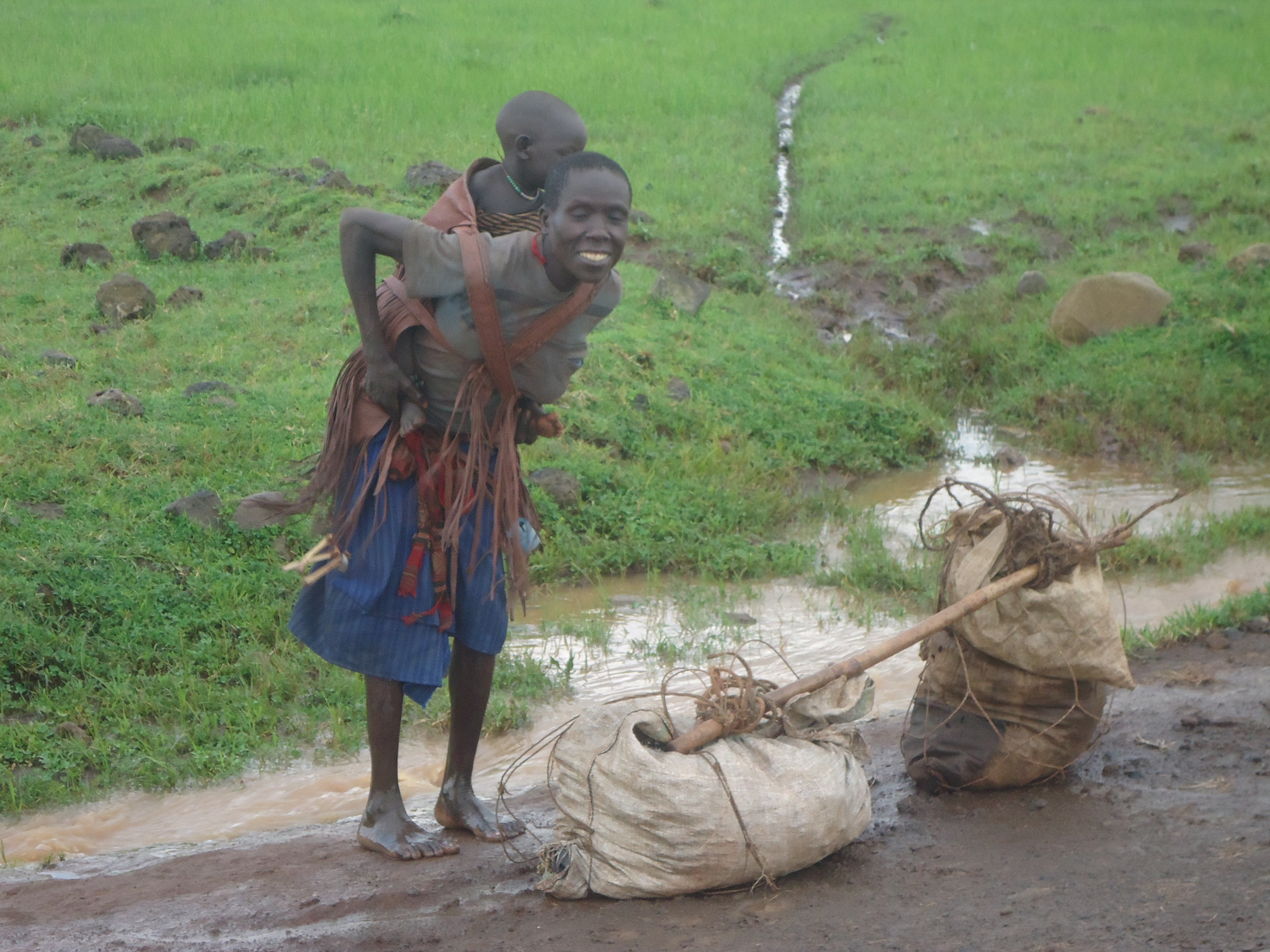
Eine Gumuz-Frau mit ihrem Baby und Waren auf dem Weg zum oder vom Markt

Archäologen haben Stätten im heutigen Benishangul-Gumuz gefunden, die sie auf Ende des 1. Jahrtausends v. Chr. oder Anfang des 1. Jahrtausends n. Chr. datieren und den Vorläufern der heutigen Komuz-sprachigen Volksgruppen zuordnen.
Eigenen Überlieferungen zufolge bewohnten die Gumuz früher höher gelegene Gebiete im Westen der Provinz Gojjam, bevor sie von Amharen und Agau ins Tiefland verdrängt wurden. Frühe europäische Reisende wie James Bruce, Henry Salt und Charles Tilstone Beke berichteten noch im 18. und 19. Jahrhundert von Gumuz in diesen Regionen.
Das Gebiet der Gumuz war traditionell Grenzland zwischen den politischen Zentren Äthiopiens und des Sudan. Die Gumuz waren Opfer von Sklavenjägern, die sowohl aus dem äthiopischen Hochland und von den Oromo als auch aus dem Sudan und von den lokalen Agaw kamen. 1898 wurde das Gebiet gewaltsam in Äthiopien eingegliedert, und bis in die 1930er Jahre lieferten die Gumuz Gold und Sklaven als Tribut. In der ersten Hälfte des 20. Jahrhunderts nutzten äthiopische und sudanesische Eliten das Gebiet zur Großwildjagd, insbesondere auf Elefanten.
Bis in die 1980er Jahre war die abwertende Bezeichnung Shanqella – die auch andere dunkelhäutige Volksgruppen im Westen Äthiopiens umfasst – für die Gumuz gebräuchlich. Die meisten benachbarten Gruppen sahen auf die Gumuz herab.
In den 1980er Jahren siedelte das Derg-Regime unter Mengistu Haile Mariam Hunderttausende Menschen aus anderen Landesteilen in das westliche Tiefland um. Dies führte zu Konflikten zwischen den alteingesessenen Volksgruppen wie den Gumuz und den Neuankömmlingen. Gegenwärtig vergibt die Regierung Land im Gumuz-Gebiet an Investoren.